# 纤细轮环藤
纤细轮环藤（学名：[Cyclea gracillima] 错误：{{Lang}}：文本有斜体标记（帮助）），又名土防己，为防己科轮环藤属下的一个种。

## 扩展阅读
- 維基物種上的相關：纤细轮环藤